# Сеніє-Сен-Совер
Сеніє-Сен-Совер (фр. Senillé-Saint-Sauveur) — муніципалітет у Франції, у регіоні Нова Аквітанія, департамент В'єнна. Сеніє-Сен-Совер утворено 1 січня 2016 року шляхом злиття муніципалітетів Сен-Совер i Сеніє. Адміністративним центром муніципалітету є Сен-Совер. Населення — 1735 осіб (01.01.2021).